# Тэраути Масатакэ
Граф Тэраути Масатакэ (яп. 寺内正毅, 5 февраля 1852, дер. Хираи, провинция Суо, княжество Тёсю, сёгунат Токугава  — 3 ноября 1919, Токио, Япония) — японский военачальник и государственный деятель, маршал, первый генерал-губернатор Кореи (1910—1916), премьер-министр Японии (1916—1918).

## Юность
Тэраути Масатакэ родился 5 февраля 1852 года в семье самурая Утады Масасукэ из клана Хаги. Позже он был усыновлен родственником со стороны матери, Тераучи Кануэмон, и изменил свою фамилию на «Тераучи».
С 1864 года был членом ополчения Кихейтай. В войне Босин воевал на стороне императора в качестве солдата, участник битвы при Хакодатэ. Затем отправился в Киото, где поступил на службу в военное министерство и проходил обучение у французских инструкторов западному оружию и тактике. В 1870 году стал членом личной гвардии императора Мэйдзи и вместе с ним отправился в Токио. В 1871 году оставил военную службу, чтобы продолжить изучение языка, однако в том же году был отозван в связи с формированием молодой императорской японской армии. После посещения армейской школы Тояма он был назначен вторым лейтенантом.
В 1873 году вошел в штат созданной Военная академия Императорской армии Японии. В ходе восстания Сайго Такамори в Сацуме 1877 года был ранен и потерял правую руку во время битвы при Табарузаке. Однако это увечье не помешало ему сделать военную и политическую карьеру.

## Военная карьера
В 1882 году отправился во Францию в качестве адъютанта принца Канъин-но-мия Котохито, а в следующем году был назначен военным атташе во Франции. До 1886 года оставался в этой стране в связи с продолжением получения образования. По возвращении в Японию был назначен заместителем секретаря министра армии, а в 1887 году — комендантом Армейской академии. В 1891 году был утвержден начальником штаба 1-й дивизии, а через год — начальником Первого операционного бюро Генерального штаба японской императорской армии.
С началом первой Японо-китайской войны в 1894 году был назначен секретарем транспорта и коммуникаций имперского генерального штаба, что сделало его ответственным за все передвижения войск и припасов во время боевых действий. В 1896 году был утвержден на должность командира 3-й пехотной бригады. В 1898 году, он был назначен первым главным инспектором боевой подготовки, заняв одну из трех высших должностей в армии. В 1900 году он стал заместителем начальника штаба армии и отправился в Китай, чтобы лично наблюдать за японскими войсками во время Ихэтуаньского восстания.

## Министр армии Японии
В 1901 году он был назначен министром армии в первом кабинете Кацуры Таро. Оставался в должности в течение русско-японской войны, принесшей Японии победу. По ее окончании ему был присвоен титул барона, в 1907 году — маркиза. Одновременно в 1906 году был назначен председателем Южно-Маньчжурской железнодорожной компании.

## Генерал-резидент Кореи
Через некоторое время после убийства в октябре 1909 года на Харбинском вокзале бывшего премьер-министра Ито Хиробуми корейским националистом Ан Чунгыном в мае 1910 года был назначен генерал-резидентом Кореи. Сменил на этом посту Сонэ Арасукэ. На этом посту завершил процесс ее подчинения, подписав Договор о присоединении Кореи к Японии. С корейской стороны подпись поставил премьер-министр Ли Ванён, уполномоченный императором Кореи Сунджоном. После обнародования документа 29 августа 1910 года был назначен первым генерал-губернатором Кореи.

## Генерал-губернатор Кореи
На этом посту он подчинялся непосредственно императору, имел широкие полномочия, от законодательных, административных и судебных, до осуществления изменений и реформ. Договор о присоединении Кореи к Японии был негативно принят значительной частью корейцев. Для подавления сопротивления прибегнул к военным мерам.
Предпочитал использовать глубокие исторические и культурные связи между двумя народами в качестве оправдания конечной цели — полной японской ассимиляции Кореи. По его приказу в стране были открыты несколько тысяч школ, где изучался японский язык и литература.
Провёл земельную реформу в Корее: был создан земельный кадастр, однако составлялся он исключительно на основе письменных документов, между тем как земельные отношения в Корее зачастую регулировались с помощью обычного права. Это привело к утрате земли значительной частью корейских крестьян, поскольку в праве собственности было отказано тем, кто не мог предоставить письменного документа (в основном низший класс и частично владельцы, имевшие только традиционные устные «права культиватора»). Реформа позволила правительству захватить огромное количество корейских земель и продать их японским застройщикам.
В знак признания его работы в Корее в 1911 году император пожаловал ему титул графа

## Премьер-министр Японии
В 1916 году он был назначен на должность премьер-министра Японии. В том же году он получил титул маршала. В своем кабинете совмещал посты премьер-министра, министра финансов и министра иностранных дел. Его кабинет состоял исключительно из профессиональных бюрократов, поскольку он не доверял гражданским политикам.
Проводил агрессивную внешнюю политику. Спонсировал противоборствующие группы в правительстве Китая, надеясь использовать их разногласия как повод для японского вмешательства, в частности, таким инструментом были ссуды Нисихара (сделанные для поддержки китайского военачальника Дуань Цижуя в обмен на подтверждение японских претензий на части провинции Шаньдун и расширение прав в Маньчжурии). Было подписано Соглашение Лансинга — Исии с США, которые признавали «особые интересы Японии в Китае». Поддержал обязательства Японии перед Соединенным Королевством в рамках англо-японского альянса в Первой мировой войне, отправив корабли Императорского флота Японии в южную часть Тихого океана, Индийский океан и Средиземное море. По его приказу японские войска захватили немецкую колонию Циндао и колониями в Тихом океане. После Октябрьской революции в России Япония участвовала в интервенции в Сибирь и поддерживала Белое движение.
В сентябре 1918 года вышел в отставку из-за «рисовых бунтов», вспыхнувших в Японии из-за послевоенной инфляции. Через год он скончался.
Его сын, Тэраути Хисаити, тоже был маршалом и командовал Южной группой армий во Второй мировой войне.

## Награды и звания
Японские:
- орденом Восходящего солнца 1-й степени с цветами павловнии (1906)
- орденом Золотого коршуна 1-й степени (1906)
- Орден Священного сокровища 2-го класса (1899)
- Большой крест ордена Хризантемы (посмертно) (1919)

Иностранные:
- Командор османского ордена Меджидие (1894)
- Командор французского ордена Почётного легиона (1897)
- Российский орден Святого Станислава 1-го класса (1897)
- Рыцарь Большого креста британского ордена Бани (1906)
- Вьетнамский орден Дракона Аннама (1907)

## Книги
- Craig, Albert M. Chōshū in the Meiji Restoration. — Cambridge: Harvard University Press, 1961.
- Duus, Peter. The Abacus and the Sword: The Japanese Penetration of Korea, 1895—1910 (Twentieth-Century Japan — the Emergence of a World Power). — University of California Press, 1998. — ISBN 0-520-21361-0.
- Dupuy, Trevor N. The Harper Encyclopedia of Military Biography. — New York: HarperCollins Publishers Inc., 1992. — ISBN 0-7858-0437-4.
- Japan in Transition: From Tokugawa to Meiji. / Eds.: Jansen, Marius B. and Gilbert Rozman. — Princeton: Princeton University Press, 1986.
- Jansen, Marius B. The Making of Modern Japan. — Cambridge: The Belknap Press of Harvard University Press, 2000.